# Domingo Manrique

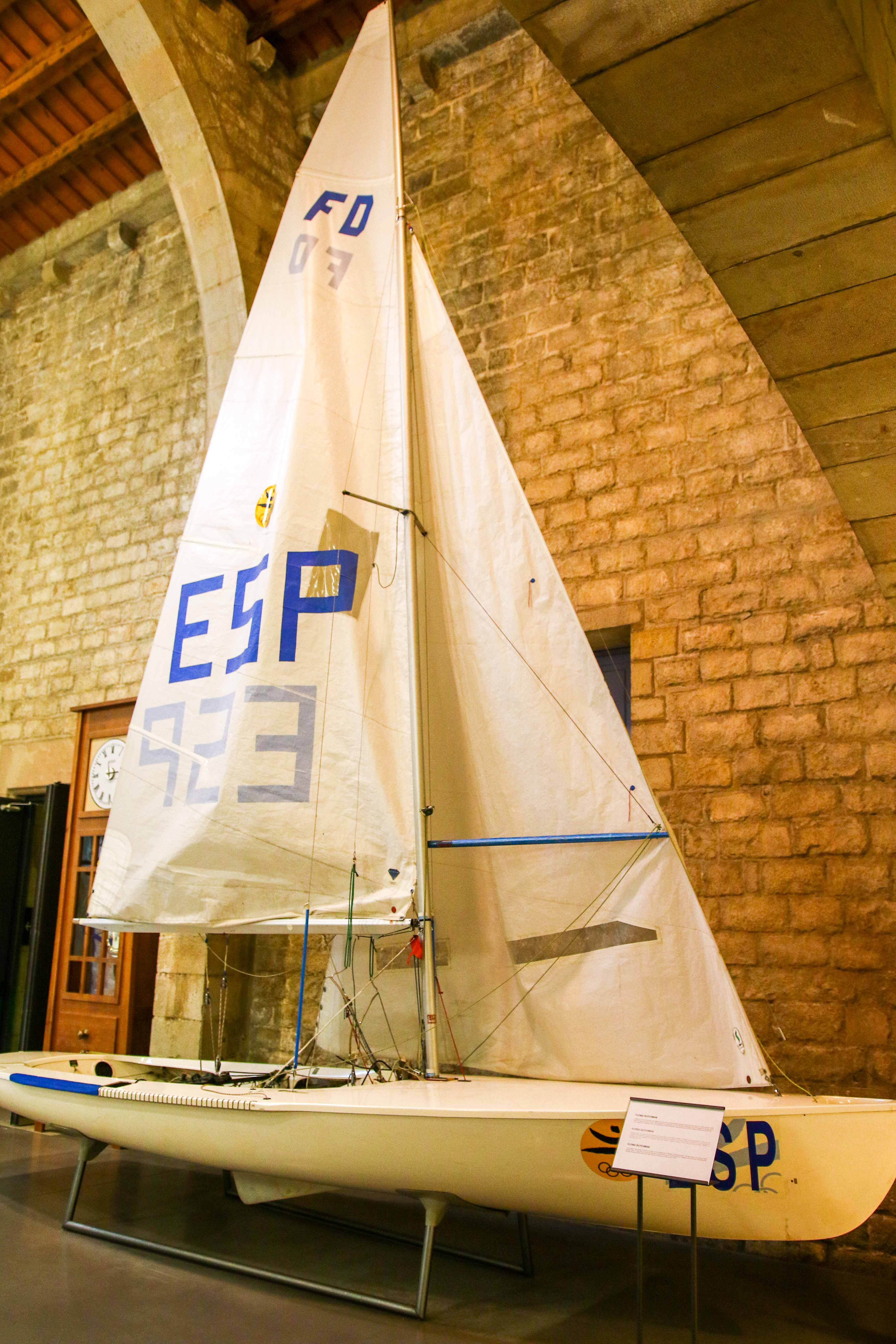
Flying Dutchman, mit dem Domingo Manrique und Luis Doreste 1992 den olympischen Titel der Olympischen Spiele in Barcelona gewonnen haben (Maritime Museum von Barcelona)

Domingo José Manrique de Lara Peñate (* 24. Februar 1962 in Las Palmas de Gran Canaria) ist ein ehemaliger spanischer Segler.

## Erfolge
Domingo Manrique nahm an vier Olympischen Spielen teil. In Seoul ging er 1988 bei seinem Olympiadebüt in der Bootsklasse Soling an den Start und beendete in dieser die Regatta auf dem 17. Platz. Bei den Olympischen Spielen 1992 in Barcelona segelte er in der Bootsklasse Flying Dutchman und erzielte dort seinen größten Erfolg: zusammen mit Luis Doreste wurde er dank 29,7 Gesamtpunkten Olympiasieger vor den US-Amerikanern Paul Foerster und Stephen Bourdow sowie Jens und Jørgen Bojsen-Møller aus Dänemark. Im Jahr zuvor hatte er bereits mit Doreste bei den Weltmeisterschaften in Tauranga Bronze gewonnen. Die Spiele 1996 in Atlanta und 2000 in Sydney bestritt er wiederum im Soling, er belegte dabei den achten bzw. den 15. Platz. 1993 sicherte er sich bereits im Soling die Bronzemedaille bei den Weltmeisterschaften in Paleo Faliro. Zwei Jahre darauf wurde er in Kingston im Soling Weltmeister.